# Атяш
Атяш (рум. Ateaș) — село у повіті Біхор в Румунії. Входить до складу комуни Чефа.
Село розташоване на відстані 443 км на північний захід від Бухареста, 28 км на південний захід від Ораді, 132 км на північ від Тімішоари.

## Населення
За даними перепису населення 2002 року у селі проживала 221 особа, з них 220 осіб (99,5%) румунів. Рідною мовою 220 осіб (99,5%) назвали румунську.